# Хартман, Артур (музыкант)
Артур Хартман (англ. Arthur Martinus Hartmann, настоящая фамилия англ. Hartman; 22 июля 1881, Лос-Анджелес или Филадельфия — 30 марта 1956, Нью-Йорк) — американский скрипач и композитор.
Родился в еврейской семье, иммигрировавшей в США из Венгрии, и нередко утверждал на протяжении всей жизни, что и его рождение произошло в Венгрии в городке Матесалька. Наиболее важным из его американских учителей стал голландский иммигрант Мартинус ван Гелдер: Хартман взял его имя в качестве своего второго, а некоторые его ранние композиции написаны вместе с учителем (например, «Венгерский танец», 1895, в котором скрипичная часть принадлежит Хартману, а фортепианная ван Гелдеру). В 1891—1892 гг. Хартман учился в Нью-Йоркском колледже музыки, затем гастролировал в Европе как юное дарование, в 1897—1898 гг. совершенствовал своё мастерство в Бостоне у Ч. М. Лёфлера, после чего, вероятно, провёл ещё некоторое время в Европе. На рубеже 1900-10-х гг. успешно концертировал в США, 13 ноября 1908 г. дебютировал в Карнеги-холле, исполнив Третий концерт Камиля Сен-Санса с Нью-Йоркским филармоническим оркестром.
Поворотной в биографии Хартмана стала следующая поездка в Европу, в ходе которой он познакомился с Клодом Дебюсси и 5 февраля 1914 года в Париже дал совместный с ним концерт. Музыка Дебюсси осталась с Хартманом на всю жизнь: он много исполнял её, сделал множество скрипичных переложений (особенно известно переложение фортепианной прелюдии Дебюсси «Девушка с волосами цвета льна», записанное Яшей Хейфецом), а мемуарная книга Хартмана, незавершённая несмотря на многолетнюю работу и изданная посмертно, получила название «Дебюсси, каким я его знал» (англ. Claude Debussy as I Knew Him).
В 1921—1922 гг. Хартман был в числе первых преподавателей новоучреждённой Истменовской школы музыки, затем вновь гастролировал в Европе, 21 октября 1922 г. выступил с Берлинским филармоническим оркестром, исполнив концерты Сен-Санса и Чайковского. С 1923 г. частным образом преподавал в Нью-Йорке, в 1925—1929 гг. возглавлял струнный квартет. С начала 1930-х гг. посвятил себя преимущественно композиции.
Некоторые небольшие пьесы Хартмана в новом веке вернулись в репертуар — в частности, вальс «Любовь» записал Филипп Граффен. Скрипичные переложения Хартмана, помимо пьес Дебюсси, включают несколько фортепианных сочинений Эдуарда Макдауэлла, а также отдельные работы русских композиторов (в частности, Милия Балакирева, Рейнгольда Глиэра, Генария Корганова). Тивадар Начез посвятил ему свой Второй скрипичный концерт (1904).